# Landgericht Ebern
Das Landgericht Ebern war ein von 1804 bis 1879 bestehendes bayerisches Landgericht älterer Ordnung mit Sitz in Ebern im heutigen Landkreis Haßberge. Die Landgerichte waren im Königreich Bayern Gerichts- und Verwaltungsbehörden, die 1862 in administrativer Hinsicht von den Bezirksämtern und 1879 in juristischer Hinsicht von den Amtsgerichten abgelöst wurden.

## Geschichte
Im Jahr 1804 wurde im Verlauf der Verwaltungsneugliederung Bayerns das Landgericht Ebern errichtet. 1806 bis 1814 war es dann ein Landgericht im Großherzogtum Würzburg. Dieses kam im Jahr 1817 zum neu gegründeten Untermainkreis, dem Vorläufer des späteren Regierungsbezirks Unterfranken.
Das Landgericht Ebern wurde aus Gebieten gebildet, die vor dem Reichsdeputationshauptschluss Teile des Hochstiftes Bamberg oder des Hochstiftes Würzburg waren. Dies waren:
- vom Amt Ebern (Würzburg): Neuses
- vom Amt Seßlach (Würzburg): Seßlach, Dietersdorf, Geheegsmühle, Gemünden an der Kreck, Gleismuthhausen, Hafenpreppach, Hattersdorf, Käßlitz, Lechenroth, Merlach, Moltendorf, Muckenbach, Schottenstein, Unterellerdorf und Welsberg
- vom Amt Tambach (Bamberg): Tambach, Altenhof, Aumühle, Autenhausen, Dittersdorf, Eich oder Träg, Erlesmühle, Gemünden an der Kreck, Gersbach, Gleismuthhausen, Gossenberg, Großheirath, Hardt, Hattersdorf, Hergramsdorf, Krebsmühl, Kumbach, Neundorf, Oberellendorf, Rossach, Rothenberg, Rothhof, Schlettach, Schorkendorf, Triebsdorf, Unterellendorf, Watzendorf, Weitramsdorf, Witzmannsberg, Wohlbach und Ziegelhütte
- vom Amt Baunach (Bamberg): Breitbrunn, Deusdorf, Doktorshof, Förstersgrund, Gerach, Kottendorf, Krappenhof, Laimbach, Leppelsdorf, Lußberg, Mauschendorf, Priesendorf und Reckendorf[1]

Im Jahr 1862 wurde aus den Landgerichten Ebern und Baunach das Bezirksamt Ebern gebildet, das die administrativen Aufgaben des Landgerichts übernahm. Mit Inkrafttreten des Gerichtsverfassungsgesetzes am 1. Oktober 1879 errichtete man in Ebern ein Amtsgericht, dessen Sprengel sich aus den Gemeinden des bisherigen Landgerichtsbezirks zusammensetzte.